# Rise (álbum de The Rasmus)
Rise es el décimo álbum de la banda finlandesa de Rock alternativo The Rasmus, donde fue lanzado al mercado el 23 de septiembre de 2022 a través del sello discográfico Universal Music. Es su primer disco tras cinco años de inactividad, como continuación de su anterior disco Dark Matters (2017).

## Antecedentes y lanzamiento
Después de la gira de Dark Matters, la banda realizó una serie de conciertos para celebrar el 15.° aniversario del lanzamiento de su exitoso álbum Dead Letters. Antes del estallido de la pandemia de COVID-19, lanzaron "Holy Grail", fuertemente influenciado por el pop. Posteriormente, se lanzaron dos canciones más durante la pandemia, "Bones" a principios de 2021 y "Venomous Moon" a finales de año, otra colaboración con Apocalyptica. Han colaborado previamente en "Life Burns!" y "Bittersweet".
A principios de 2022, el fundador y guitarrista principal de la banda, Pauli Rantasalmi, anunció su partida. Emilia "Empuu" Suhonen fue anunciada como su reemplazo, agregando un miembro femenino a la alineación. Más tarde, la banda compitió en el Festival de la Canción de Eurovisión 2022 con "Jezebel", luego de ganar la selección nacional finlandesa. En Eurovisión, la banda se clasificó para la final al terminar en el séptimo lugar en su semifinal y finalmente terminó en el puesto 21. Según los fanáticos de la banda, "Jezebel" recuerda el pico de popularidad de la banda entre 2003 y 2008, que atribuyeron a la participación del productor Desmond Child, con quien se grabó el álbum Black Roses en 2008. La canción principal del álbum, "Rise", fue lanzado el 10 de junio de 2022.

## Lista de canciones
| N.º | Título               | Duración |  |
| 1.  | «Live and Never Die» | 3:55     |  |
| 2.  | «Rise»               | 3:54     |  |
| 3.  | «Fireflies»          | 3:24     |  |
| 4.  | «Be Somebody»        | 4:08     |  |
| 5.  | «Odyssey»            | 2:49     |  |
| 6.  | «Jezebel»            | 3:10     |  |
| 7.  | «Endless Horizon»    | 3:46     |  |
| 8.  | «Clouds»             | 3:17     |  |
| 9.  | «Written in Blood»   | 3:22     |  |
| 10. | «Evil»               | 5:00     |  |

| CD2 bonus tracks |                 |          |  |
| N.º              | Título          | Duración |  |
| 11.              | «Venomous Moon» | 3:45     |  |
| 12.              | «Bones»         | 3:48     |  |
| 13.              | «Dark Summer»   | 3:10     |  |
| 14.              | «Omen»          |          |  |

## Créditos
The Rasmus
- Lauri Ylönen: Vocales
- Emilia Suhonen: Guitarra
- Eero Heinonen: Bajo
- Aki Hakala: Batería